# زمران
زمران (به فرانسوی: Zemrane) یک منطقهٔ مسکونی در مراکش است که در استان قلعه سراغنه واقع شده‌است. زمران ۱۵٬۹۹۶ نفر جمعیت دارد.